# Voxtrot
Voxtrot — американская инди-поп-группа, образованная в Остине, штат Техас, в 2003 году. Их первые записи были выпущены в том же году, а дебютный мини-альбом Raised by Wolves — в 2005 году, получив признание критиков и привлёк внимание музыкальных блогеров и крупных изданий, таких как Pitchfork и Spin.
В 2006 году группа выпустила ещё два мини-альбома: Mothers, Sisters, Daughters & Wives и Your Biggest Fan, а в 2007 году — дебютный одноимённый альбом. После выхода первого альбома группа продолжала выступать вживую и выпустила несколько синглов, прежде чем в апреле 2010 года объявила о своём распаде. Группа провела короткий тур по США, который завершился в Нью-Йорке 26 июня 2010 года.
6 мая 2022 года группа объявила, что отправляется в тур воссоединения, который продлится до конца года.

## Дискография
Смотри статью «Дискография Voxtrot» в англ. разделе.
Альбомы
- Voxtrot (2007) Playlouderecordings / The Beggars Group[5]
- Early Music (2022), a remastered release of the band's first two EPs Cult Hero Records[6]
- Cut from the Stone: Rarities & B-Sides (2022) Cult Hero Records[6]

Мини-альбомы
- Raised by Wolves (2005, Cult Hero Records)
- Mothers, Sisters, Daughters & Wives (2006, Cult Hero Records)
- Your Biggest Fan (2006, Beggars Group/Playlouderecordings)